# Gmina Miłki
Die Gmina Miłki [ˈmʲiwkʲi] ist eine Landgemeinde im Powiat Giżycki der Woiwodschaft Ermland-Masuren in Polen. Ihr Sitz ist das gleichnamige Dorf (deutsch Milken) mit etwa 650 Einwohnern.

## Geographie

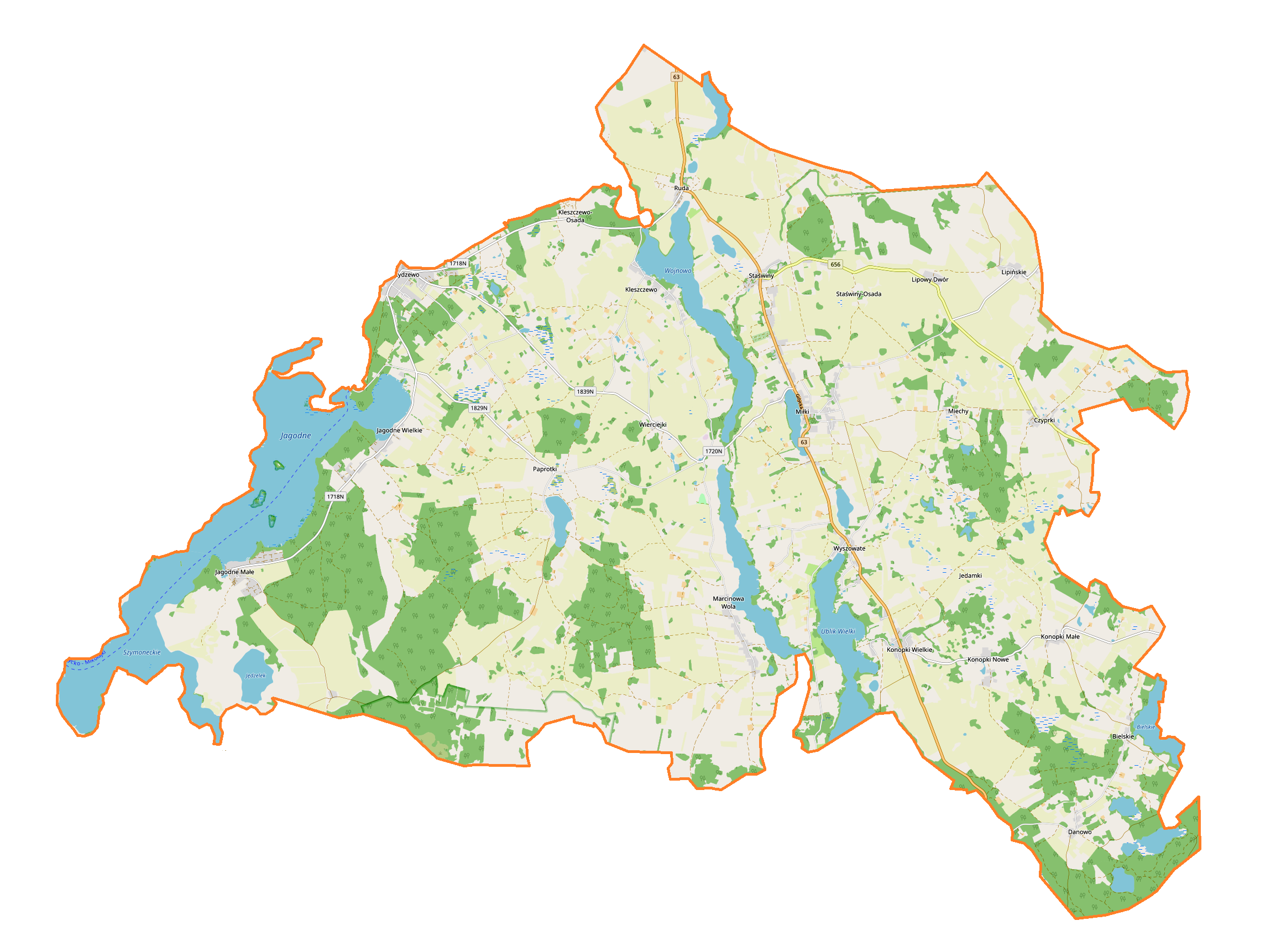
Karte der Gemeinde

Die Gemeinde liegt im Osten der Woiwodschaft im ehemaligen Ostpreußen. Die Kreisstadt Giżycko (Lötzen) liegt etwa sechs Kilometer nordwestlich. Nachbargemeinden sind im Powiat Giżycki Ryn (Rhein) im Westen, die Landgemeinde Giżycko (Lötzen) im Norden und Wydminy (Widminnen) im Osten, im Powiat Piski Orzysz (Arys) im Süden und im Powiat Mrągowski Mikołajki (Nikolaiken) im Südwesten.
Das Gebiet der Gemeinde gehört zur Masurischen Seenplatte. Es gibt eine Reihe größerer und kleiner Seen. Der Jezioro Jagodne im Westen des Gebiets ist mit etwa 900 Hektar der größte von ihnen. Die Gemeinde hat eine Fläche von 169,4 km², die zu 65 Prozent land- und zu 14 Prozent forstwirtschaftlich genutzt werden.

## Geschichte
Die Gemeinde wurde 1973 neu gegründet, nachdem ihr Gebiet von 1954 bis 1972 in Gromadas aufgeteilt war. Von 1945 bis 1954 bestand die Gmina Paprotki mit Sitz im gleichnamigen Ort. Das Gemeindegebiet gehörte von 1946 bis 1975 zur Woiwodschaft Olsztyn und anschließend bis 1998 zur Woiwodschaft Suwałki. Zum 1. Januar 1999 kam die Gemeinde wieder zum Powiat Giżycki und zur Woiwodschaft Ermland-Masuren, die neu gebildet wurde und dem polnischen Teil der ehemaligen Provinz Ostpreußen entspricht.

## Religion

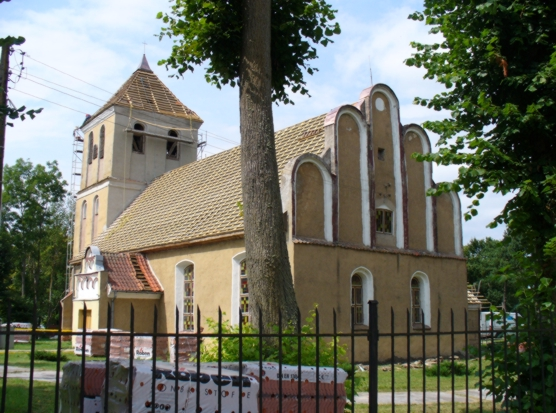
Die denkmalgeschützte Pfarrkirche von Rydzewo

Im Gemeindegebiet gibt es zwei römisch-katholische Pfarrkirchen mit drei Filialkirchen: Miłki mit Ruda (Ruhden) und Marcinowa Wola (Marczinawolla) sowie Rydzewo (Rydzewen) mit Paprotki (Paprodtken). Angehörige der evangelisch-augsburgischen Kirche müssen die Kirchen in Giżycko (Lötzen), Orzysz (Arys) oder Wydminy (Widminnen) besuchen, die zur Diözese Masuren gehören.

## Gliederung
Die Landgemeinde Miłki besteht aus 18 Dörfern (deutsche Namen amtlich bis 1945) mit Schulzenamt (sołectwo):
- Bielskie (Bilsken, 1938–1945 Billsee)
- Czyprki (Czyprken, 1928–1945 Freiort)
- Danowo (Dannowen, 1938–1945 Dannen)
- Jagodne Małe (Klein Jagodnen, 1938–1945 Kleinkrösten)
- Jagodne Wielkie (Groß Jagodnen, 1938–1945 Großkrösten)
- Kleszczewo (Kleszewen, 1928–1945 Brassendorf)
- Konopki Małe (Klein Konopken, 1929–1945 Waldfließ)
- Konopki Nowe
- Konopki Wielkie (Groß Konopken, 1938–1945 Hanffen)
- Lipińskie (Lipiensken, 1928–1945 Lindenwiese)
- Lipowy Dwór (Lindenhof)
- Marcinowa Wola (Marczinawolla, 1929–1945 Martinshagen)
- Miłki (Milken)
- Paprotki (Paprodtken, 1938–1945 Goldensee)
- Ruda (Ruhden, 1938–1945 Eisenwerk)
- Rydzewo (Rydzewen, 1927–1945 Rotwalde)
- Staświny (Staßwinnen, 1938–1945 Eisermühl)
- Wyszowate (Wissowatten)

Kleinere Ortschaften und Weiler sind:
- Borki (Borken)
- Jedamki (Jedamken, 1938–1945 Stenzeln)
- Jedamki (osada)
- Kleszczewo-Osada
- Miechy (Mniechen, 1938–1945 Münchenfelde)
- Staświny-Osada
- Wierciejki (Wierczeyken, 1928–1945 Gregerswalde)
- Wyłudki (Willudtken, 1938–1945 Heydeck)

Kąp ist ein Ortsteil von Ruda. Przykop (Przykopp, 1938–1945 Hessenhöh) gehört zu Miłki.

## Kulturdenkmale und Bauwerke

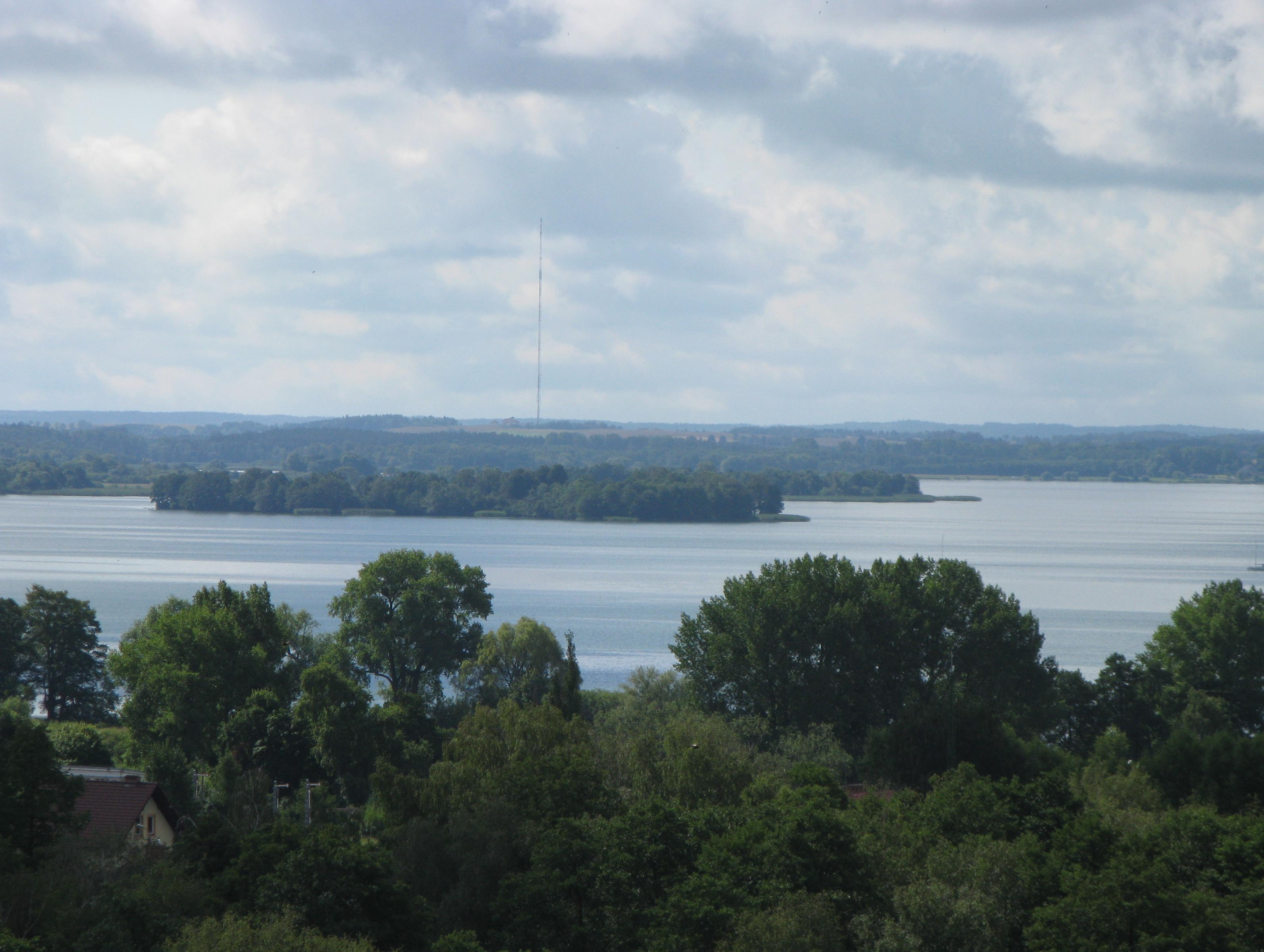
Der Sendemast Miłki im Hintergrund des Niegocin (Löwentin-See)

Zu den Kulturdenkmalen gehören die Pfarrkirche von Rydzewo (Rydzewen) und verschiedene Kriegsgräberstätten des Ersten Weltkriegs.
Nordwestlich von Miłki in Richtung Przykop befindet sich eine Sendeanlage für UKW und Fernsehen mit einem 327 Meter hohen Sendemast (Lage).

## Verkehr
Die Landesstraße DK63 (ehemals Reichsstraße 131) führt von Węgorzewo (Angerburg) über die Kreisstadt Giżycko (Lötzen) und Miłki nach Orzysz (Arys) und Pisz (Johannisburg). In Staświny zweigt die Woiwodschaftsstraße DW656 ab, die südöstlich nach Ełk (Lyck) verläuft.
Der nächste internationale Flughafen ist Danzig.
Eine Bahnanbindung der Gmina Miłki besteht seit 1945 nicht mehr. Bahnstationen an der Bahnstrecke Lötzen–Johannisburg bestanden auf dem Gebiet der heutigen Gemeinde in Ruhden/Eisenwerk, Milken und Groß Konopken/Hanffen.